# Самарцев, Николай Михайлович
Никола́й Миха́йлович Сама́рцев (1903, Буйское, Вятская губерния — не ранее 1956) — советский партийный деятель.

## Биография
Родился в 1903 году в селе Буйское. Член КПСС с 1927 года.
С 1917 года — на хозяйственной, общественной и политической работе. В 1917—1956 гг. — крестьянин,
1925—1927 в РККА
В 1927—1939 годы — рабочий цеха, сотрудник профсоюзных и партийных организаций Ижстальзавода; с 1939 — заведующий организационно-партийным отделом Ижевского горкома ВКП(б).
В июне 1941 года Ижевским ГВК призван в ряды РККА, с октября 1941 — на фронтах Великой Отечественной войны; воевал в должностях начальника политотдела 161-й стрелковой дивизии, 206-й стрелковой дивизии.
В 1946—1951 годы — секретарь парткома, парторг ЦК ВКП(б) на Воткинском машиностроительном заводе.
Делегат XVIII съезда ВКП(б) (1939). Депутат Верховного Совета Удмуртской АССР 1-го и 2-го созывов.
Умер после 1956 года.

## Награды
- два ордена Отечественной войны I степени (29.3.1943[6], 18.6.1944[7])
- два ордена Красного Знамени (28.10.1943[8], 12.10.1944[9])
- два ордена Богдана Хмельницкого II степени (30.04.1945[3], 29.6.1945[10])
- медали, в том числе:
- «За трудовую доблесть» (1939[К 1])[6]

## Комментарии
1. ↑  По другим данным[7] — в 1932.